# ID21
ID21 (Ideeën 21ste eeuw) was een Vlaamse politieke vernieuwingsbeweging, met als initiatiefnemer, populair Volksunie-boegbeeld Bert Anciaux in 1997. De beweging trok nieuwe mensen aan uit onafhankelijke hoek, jongeren, groene beweging, media en sociaal middenveld. 
ID21 werd opgericht in de nasleep van de Witte Marsen die volgden op de politieke chaos in de Belgische politiek door het gerechtelijk onderzoek tegen Marc Dutroux en eerdere corruptieschandalen (zoals de Agusta-affaire). De beweging bestond vooral uit jongeren en onafhankelijken en was links-liberaal gericht. Ze werkte samen met de Volksunie in VU&ID, een alliantie die opkwam bij de Europese, federale en regionale verkiezingen in 1999.
Sven Gatz was woordvoerder van iD21, Bert Anciaux kreeg overkoepelend de leiding over VU&ID.
Na het uiteenvallen van de Volksunie in het najaar van 2001 volgden de meeste leden de groep Anciaux naar de nieuwe politieke formatie Spirit. In een latere fase zijn er, door het kartel van Spirit met sp.a, enkelen uitgestroomd naar Groen! (het vroegere Agalev), Vivant en de VLD. 
Bekende voormalige parlementsleden van iD21 zijn Vincent Van Quickenborne en zangeres Margriet Hermans (later beiden bij de VLD), Fouad Ahidar (later sp.a) en André-Emiel Bogaert.